# Dachaoshan Dam
Dachaoshan Dam är en dammbyggnad i Kina. Den ligger i provinsen Yunnan, i den sydvästra delen av landet, omkring 260 kilometer sydväst om provinshuvudstaden Kunming.
Runt Dachaoshan Dam är det ganska glesbefolkat, med 48 invånare per kvadratkilometer. I omgivningarna runt Dachaoshan Dam växer i huvudsak blandskog.
Genomsnittlig årsnederbörd är 1 316 millimeter. Den regnigaste månaden är juli, med i genomsnitt 357 mm nederbörd, och den torraste är februari, med 6 mm nederbörd.